# Дружба (бензопилка)

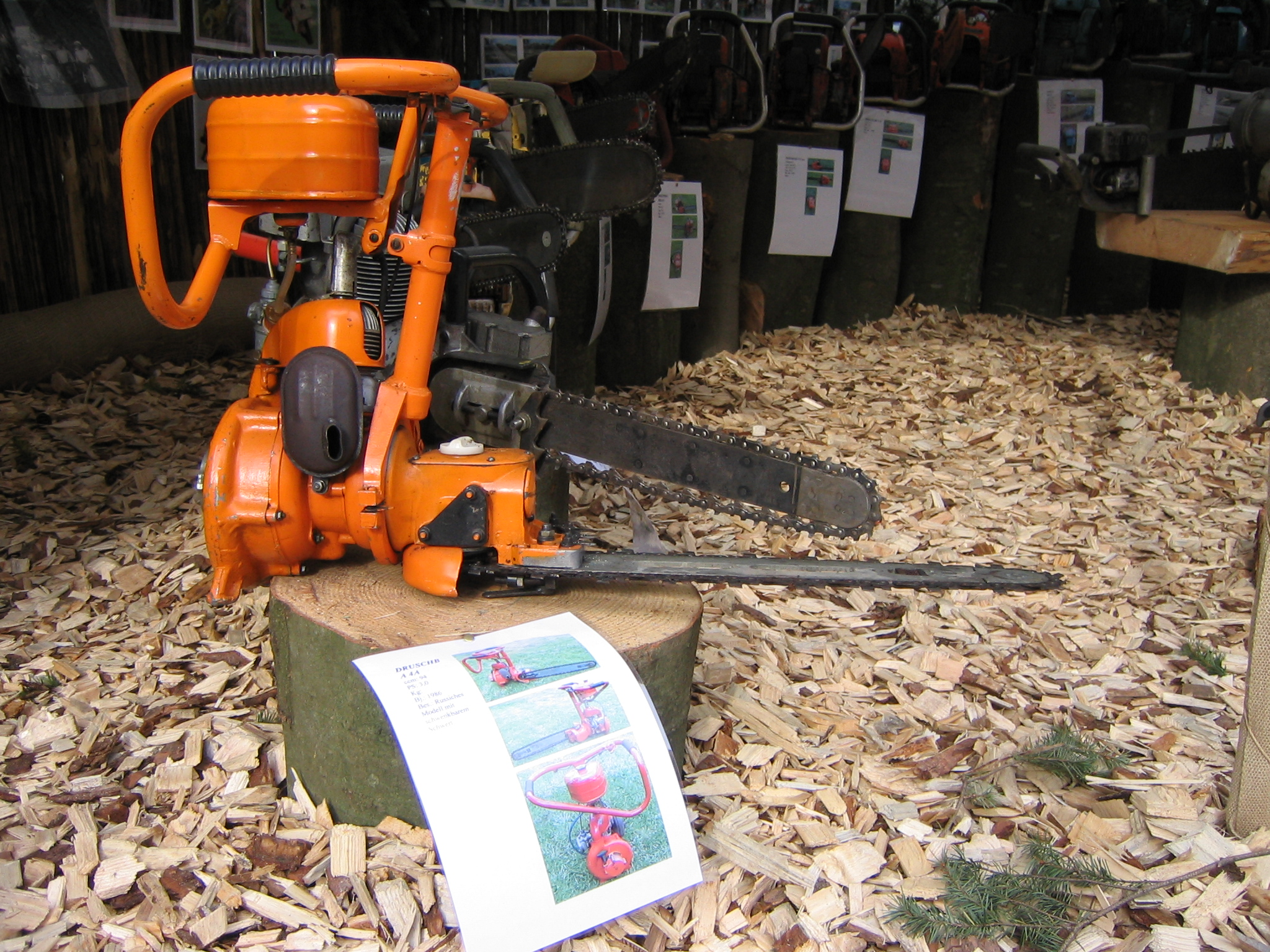
Бенопила «Дружба-4»

«Дружба» — ручна бензомоторна пилка, серійне виробництво якої вперше було організовано в СРСР.
Бензопилка масово вироблялась з 1955 р. до кінця 1990-х років. Разом з більш потужною бензопилкою «Урал», ці бензопилки тривалий час були незмінним інструментом подібного типу в СРСР.

## Загальні відомості
Перші бензопилки з'явились в Німеччині в середині 1920-х років, це були громіздкі, але ефективні апарати, розраховані на експлуатацію двома робітниками.

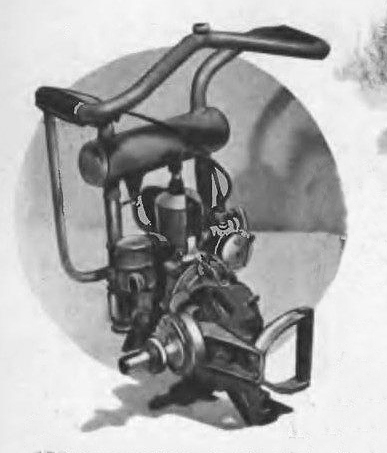
Бензопилка «Дружба» першого випуску, 1955 рік

У 1950 році лідер виробництва бензопилок німецька фірма Stihl презентувала на ринку першу в світі [джерело?], компактну ручну пилку «Benzinmotorsäge Typ BL», якою міг працювати один робітник. Пилку було оснащено компактним бензиновим двигуном з автоматичним зчепленням відцентрового типу та ланцюговим ріжучим апаратом.
У 1953 році в дослідно-конструкторському бюро авіаційних двигунів Запорізького заводу № 478 (сьогодні конструкторське бюро «Прогрес») було розроблено бензопилку «Дружба», оснащену одноциліндровим двотактним двигуном примусового повітряного охолодження МП-1 робочим об'ємом 94 куб. см. потужністю 4 к.с. Загальна компоновка агрегату та конструкція була подібною до пилки «Stihl Typ BL». У 1955 році на машинобудівному заводі ЗіД в Пермі було розпочато масове виробництво бензопилки «Дружба». З 1974 року на Бійському приладному заводі «Сибприбормаш» окремо виробляли двигуни для цих пилок. Згодом пилка маркувалась як «Дружба-4», де «4» означало потужність двигуна 4 к.с.
«Дружба-4» була призначена для побутового і промислового використання, і хоча певна кількість виробів і постачалась в роздрібну торгівлю, бензопилка завжди була у великому дефіциті. Разом з бензопилкою «Урал МП-5» та «Тайга-245», що з'явилася в кінці 80-х років, «Дружба-4» складали, власне, весь парк радянських бензопилок. Протягом всього періоду виробництва конструкція пилка неодноразово модернізувалась: була змінена конструкція рами з кермом велосипедного типу, що стало підсилене та амортизоване; систему змащення ріжучого ланцюга самопливом з мастилоємкості в стійці керма було замінено на примусову з плунжерним насосом та окремим маслобаком в корпусі редуктора; паливний бак став знімним, карбюратор був замінений на більш досконалий з вбудованим паливним насосом з вакуумним приводом та більш точною дозуючою системою, контактне магнето замінено на електронну систему запалювання; ріжучий апарат переведений з ланцюга ПС-15 на ланцюг типу ЦПУ-10.26; окремі елементи корпуса стали більш технологічними тощо. Модернізовані версії мали назви «Дружба-4А», «Дружба-4А-Электрон», «Дружба-4М». В 1993 році під назвою «Дружба-Алтай» також було налагоджено серійне виробництво бензопилки на Бійському заводі «Сибприбормаш», який вже давно випускав двигуни до неї. На відміну від пермської «Дружби», у якої була трубчаста сталева стійка, ця «Дружба» була з литою силуміновою стійкою рами і запам'яталася користувачам численними виробничими дефектами.
Двигун бензопилки, як силовий привод, використовувався у виробництві мотопомп, електрогенераторів та іншої допоміжної техніки.

## Конструкція

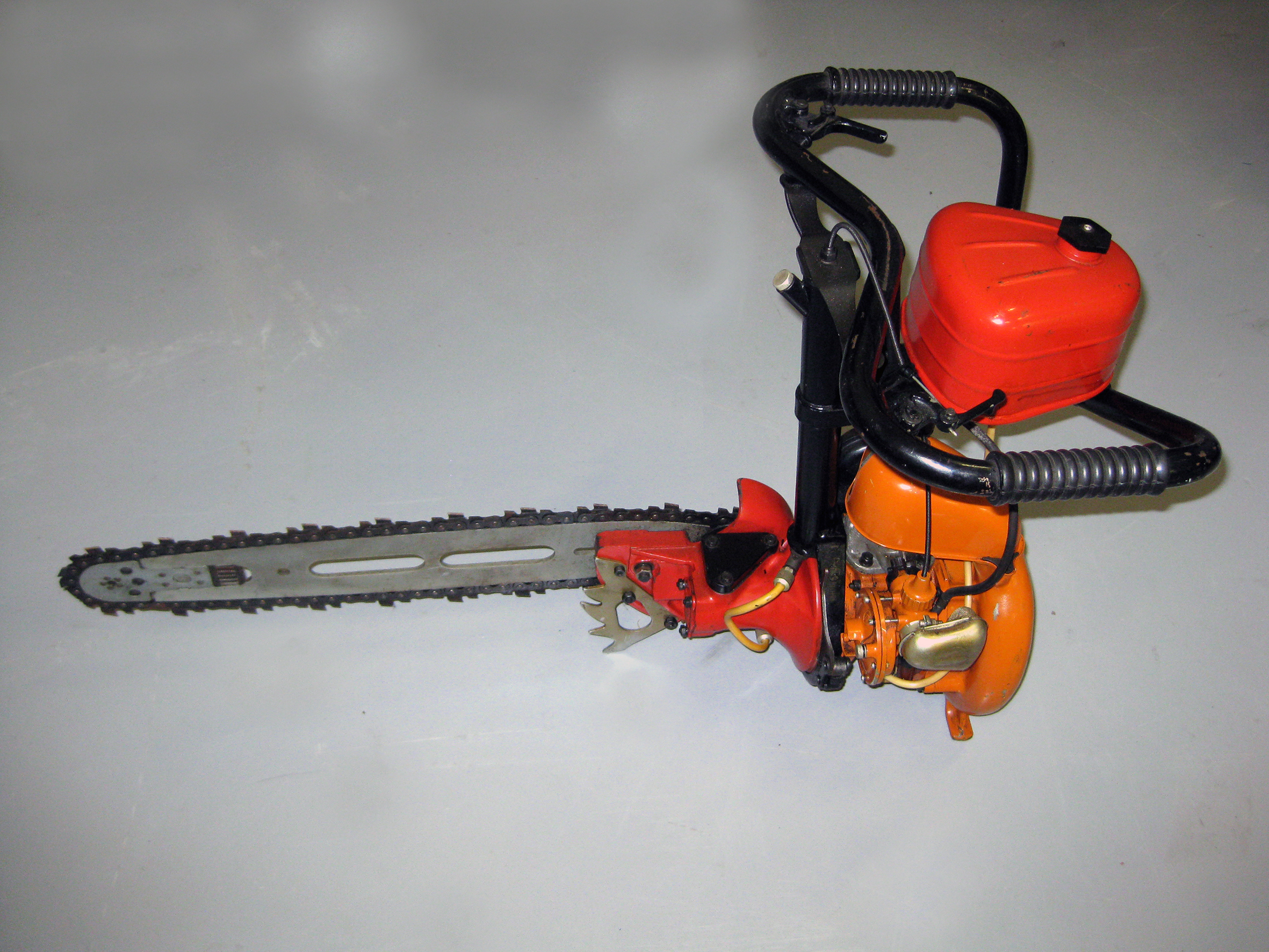
Бензопилка «Дружба-4», серійний номер 4615.

Пилка була оснащена бензиновим одноциліндровим двотактним двигуном повітряного охолодження МП-1 робочим об'ємом 94 куб. см. потужністю 4 к.с. Для стабільної роботи в різних просторових положеннях його було оснащено карбюратором мембранного типу. Двигун та редуктор ріжучого апарата, на якому закріплена напрямна шина з ріжучим ланцюгом, виконано було в окремих агрегатах, що розширювало експлуатаційні можливості та спрощувало обслуговування і ремонт механізмів. Крутний момент від двигуна на ведену ланцюгову зірочку передавався через автоматичну відцентрову муфту зчеплення безкулачкового типу та редуктор. Отже, ріжучий ланцюг і маслонасос для його змащення приводилися в рух лише зі збільшенням оборотів двигуна. Крім того, муфта зменшувала ударні навантаження на двигун від ланцюга під час роботи. Цьому також сприяла наявність амортизатора зірочки напрямної шини. Для запуску двигуна використовувався з'ємний ручний тросиковий стартер.
Переналаштування бензопилки для валки стовбурів або для кряжування колод досягалося поворотом редуктора з напрямною шиною щодо поздовжньої осі двигуна на кут 60-90°. Для більш зручного транспортування та зберігання агрегату напрямна шина з послабленим ланцюгом переводилася та закріплювалася у вертикальному положенні.
Як пальне використовувалась суміш бензину А-76, А-72 з моторною оливою в пропорції 15:1. На моделі «Дружба-4А» корпус редуктора був доопрацьований і розширений: було виділено окрему порожнечу, як ємність для ланцюгової оливи, і вмонтовано маслонасос плунжерного типу. На корпусі редуктора з'явилася трикутна пластикова кришка-заглушка, замість якого можна було встановити привод гідравлічного клина для валки дерев. Вага пилки близько складала близько 12,5 кг.

## Технічна характеристика бензопилки «Дружба-4»

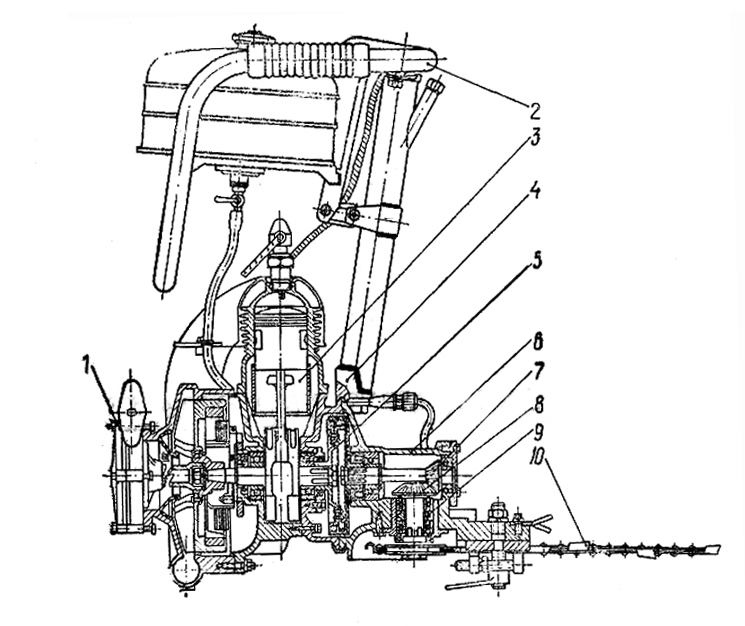
Конструкція бензопилки «Дружба»: 1-з'ємний стартер; 2-рама; 3-двигун; 4-хомут рами; 5-муфта зчеплення; 6-корпус редуктора; 7-провідна шестерня редукторної пари, 8-ведена шестерня редукторної пари; 9-втулка; 10-ріжучий ланцюг на направляючій шині

- Маса (без стартера, шини та ланцюга) — не більше 12,7 кг
- Ємність паливного бака — 1,5 л
- Тип двигуна внутрішнього згоряння — одноциліндровий, двотактний, карбюраторний, повітряного охолодження
- Робочий об'єм циліндра — 94 см³
- Діаметр циліндра — 48 мм
- Хід поршня — 52 мм
- Ступінь стиснення — 5,52
- Потужність на зірочці ланцюга при оборотах колінвалу 5000-5400 об/хв — 2,6 … 3,3 к.с.
- Карбюратор — мембранного типу КМП-100А (згодом — КМП-100АР з додатковим регулювальним гвинтом холостого ходу)
- Подача палива з бака до карбюратора — самопливом
- Охолодження циліндра — повітряне, примусове відцентровим вентилятором
- Запалювання — від контактного магнето маховичного типу
- Зчеплення — автоматичне, відцентрове, безкулачкове (два чавунні кільця)
- Запуск двигуна — з'ємним тросовим стартером
- Керування оборотами двигуна — дросельною заслінкою через ручний важіль, розташований на правій рукоятці рами.
- Робоча довжина напрямної шини — 440 мм
- Привод ріжучого ланцюга — зірочкою через редуктор 1:1,846
- Швидкість руху ріжучого ланцюга при оборотах максимальної потужності — 8 м/с
- Зупинка двигуна — кнопка збагачення суміші на карбюраторі
- Габаритні розміри пилки — довжина 850 мм, ширина 460 мм, висота 500 мм[7]